# Thierry Boutsen
Thierry Marc Boutsen (* 13. Juli 1957 in Brüssel) ist ein ehemaliger belgischer Automobilrennfahrer und Formel-1-Pilot.

## Karriere
Thierry Boutsens Rennkarriere begann 1975 als Schüler der Teddy-Pilette-Fahrschule. Sein anfänglich noch betriebenes Ingenieurstudium gab er bald zugunsten seiner Rennkarriere auf. 1979 fuhr er in der europäischen und deutschen Formel 3. 1980 wechselte er zu Martini, gewann dreimal und wurde Zweiter in der Europäische Formel-3-Meisterschaft hinter Michele Alboreto. 1981 wechselte er in die Formel 2 und wurde Zweiter in der Gesamtwertung hinter Geoff Lees; 1982 fuhr er für das Spirit-Honda-Team neben Stefan Johansson und wurde mit drei Siegen Dritter in der Formel-2-Europameisterschaft.
Boutsen testete auch den neuen Spirit-Formel-1-Honda, doch da ihm Johansson als Einsatzpilot vorgezogen wurde, feierte er sein Formel-1-Debüt beim Großen Preis von Belgien 1983 in Spa auf Arrows. Von 1983 bis 1993 fuhr er in der Formel 1 und nahm an insgesamt 163 Rennen teil, von denen er drei gewann, je einmal Pole-Position und die schnellste Rennrunde sowie insgesamt 132 WM-Punkte erzielte. Arrows blieb er bis 1987 treu, mit dem zweiten Platz in San Marino 1985 als Höhepunkt.
Seine Karriere begann aber erst richtig 1987/1988 bei Benetton. Boutsen wurde ein beständiger Punktesammler, 1988 belegte er mit fünf dritten Plätzen den vierten Rang in der WM. 1989 heuerte Frank Williams ihn an, dessen Team in diesem Jahr mit Renault-Motoren ausgerüstet wurde. Diese Kombination erwies sich als sehr konkurrenzfähig und Thierry Boutsen konnte die beiden Regenschlachten in Kanada und Australien gewinnen und wurde Gesamtfünfter. 1990 fuhr er beim Großen Preis von Ungarn sein wohl bestes Rennen, das er trotz des schwersten Drucks von Ayrton Senna und einer Reihe anderer Piloten gewann. Doch Ende 1990 musste er Williams verlassen, da Nigel Mansell zurück ins Team geholt wurde und andererseits Riccardo Patrese im Team blieb.
Boutsen unterschrieb einen Zweijahresvertrag bei Ligier. Doch das sollte sich als schlechter Schachzug herausstellen, denn er musste sich in der Folge mit unterdurchschnittlichem Material plagen, kam nie über das Mittelfeld hinaus und die einzige Ausbeute in zwei Jahren waren nur zwei WM-Punkte. 1993 bestritt er zehn Grands Prix für Jordan, doch kam er nie richtig in Schwung und beim Großen Preis von Belgien schloss sich der Kreis, als er nach zehn Jahren Formel 1 zurücktrat.
Seine ruhige und zurückhaltende Art außerhalb des Cockpits war ein Abbild für seine Vorstellung als Rennfahrer. Nicht unbedingt ein Fahrer für die schnellste Runde, überzeugte er jedoch in den Rennen stets mit Gelassenheit, Abgeklärtheit und Präzision. Er machte kaum Fahrfehler und schied selten aus eigenem Verschulden aus.
Neben seiner Formel-1-Karriere bestritt er auch zahlreiche Rennen zur Sportwagen-Weltmeisterschaft und in Le Mans, vorzugsweise auf Porsche und Toyota.
Boutsens Rennkarriere endete 1999, als er sich bei einem Unfall beim 24-Stunden-Rennen von Le Mans schwere Rückenverletzungen zuzog.
Boutsen lebt heute als Händler von Kleinflugzeugen in Monaco. Zudem unterhält er seit seinem Rückzug als aktiver Rennfahrer sein eigenes Rennteam Boutsen Energy Racing, mit dem er als Teamleiter an unterschiedlichen nationalen Rennserien teilnimmt. Boutsen spricht sehr gutes Deutsch.

## Statistik

### Statistik in der Formel-1-Weltmeisterschaft

#### Grand-Prix-Siege
| - 1989 Großer Preis von Kanada (Montréal) - 1989 Großer Preis von Australien (Adelaide) | - 1990 Großer Preis von Ungarn (Mogyoród) |

#### Gesamtübersicht
| Saison | Team                   | Chassis        | Motor                      | Rennen | Siege | Zweiter | Dritter | Poles | schn. Rennrunden | Punkte | WM-Pos. |
| ------ | ---------------------- | -------------- | -------------------------- | ------ | ----- | ------- | ------- | ----- | ---------------- | ------ | ------- |
| 1983   | Arrows Racing Team     | Arrows A6      | Ford-Cosworth DFV 3.0 V8   | 10     | –     | –       | –       | –     | –                | 0      | NC      |
| 1984   | Barclay Nordica Arrows | Arrows A6      | Ford-Cosworth DFV 3.0 V8   | 3      | –     | –       | –       | –     | –                | 5      | 15.     |
| 1984   | Barclay Nordica Arrows | Arrows A7      | BMW M12/13 1.5 L4t         | 13     | –     | –       | –       | –     | –                | 5      | 15.     |
| 1985   | Barclay Arrows         | Arrows A8      | BMW M12/13 1.5 L4t         | 16     | –     | 1       | –       | –     | –                | 11     | 11.     |
| 1986   | Barclay Arrows         | Arrows A8      | BMW M12/13 1.5 L4t         | 14     | –     | –       | –       | –     | –                | 0      | NC      |
| 1986   | Barclay Arrows         | Arrows A9      | BMW M12/13 1.5 L4t         | 2      | –     | –       | –       | –     | –                | 0      | NC      |
| 1987   | Benetton Formula Ltd.  | Benetton B187  | Ford-Cosworth GBA 1.5 V6t  | 16     | –     | –       | 1       | –     | –                | 16     | 8.      |
| 1988   | Benetton Formula Ltd.  | Benetton B188  | Cosworth DFR 3.5 V8        | 16     | –     | –       | 5       | –     | –                | 27     | 4.      |
| 1989   | Canon Williams Team    | Williams FW12C | Renault RS1 3.5 V10        | 12     | 1     | –       | 2       | –     | –                | 37     | 5.      |
| 1989   | Canon Williams Team    | Williams FW13  | Renault RS1 3.5 V10        | 4      | 1     | –       | 1       | –     | –                | 37     | 5.      |
| 1990   | Canon Williams Team    | Williams FW13B | Renault RS2 3.5 V10        | 16     | 1     | 1       | 1       | 1     | 1                | 34     | 6.      |
| 1991   | Ligier Gitanes         | Ligier JS35    | Lamborghini LE3512 3.5 V12 | 6      | –     | –       | –       | –     | –                | 0      | NC      |
| 1991   | Ligier Gitanes         | Ligier JS35B   | Lamborghini LE3512 3.5 V12 | 10     | –     | –       | –       | –     | –                | 0      | NC      |
| 1992   | Ligier Gitanes Blondes | Ligier JS37    | Renault RS3C 3.5 V10       | 16     | –     | –       | –       | –     | –                | 2      | 14.     |
| 1993   | Sasol Jordan           | Jordan 193     | Hart 1035 3.5 V10          | 10     | –     | –       | –       | –     | –                | 0      | NC      |
| Gesamt | Gesamt                 | Gesamt         | Gesamt                     | 163    | 3     | 2       | 10      | 1     | 1                | 132    |         |

#### Einzelergebnisse
| Saison | 1   | 2   | 3   | 4   | 5   | 6   | 7   | 8   | 9   | 10  | 11  | 12  | 13  | 14  | 15  | 16 |
| ------ | --- | --- | --- | --- | --- | --- | --- | --- | --- | --- | --- | --- | --- | --- | --- | -- |
| 1983   |     |     |     |     |     |     |     |     |     |     |     |     |     |     |     |    |
|        |     |     |     |     | DNF | 7   | 7   | 15  | 9   | 13  | 14  | DNF | 11  | 9   |     |    |
| 1984   |     |     |     |     |     |     |     |     |     |     |     |     |     |     |     |    |
| 6      | 12  | DNF | 5   | 11  | DSQ | DNF | DNF | DNF | DNF | DNF | 5   | DNF | 10  | 9   | DNF |    |
| 1985   |     |     |     |     |     |     |     |     |     |     |     |     |     |     |     |    |
| 11     | DNF | 2   | 9   | 9   | 7   | 9   | DNF | 4   | 8   | DNF | 9   | 10  | 6   | 6   | DNF |    |
| 1986   |     |     |     |     |     |     |     |     |     |     |     |     |     |     |     |    |
| DNF    | 7   | 7   | 8   | DNF | DNF | DNF | NC  | NC  | DNF | DNF | DNF | 7   | 10  | 7   | DNF |    |
| 1987   |     |     |     |     |     |     |     |     |     |     |     |     |     |     |     |    |
| 5      | DNF | DNF | DNF | DNF | DNF | 7   | DNF | 4   | 4   | 5   | 14  | 16  | DNF | 5   | 3   |    |
| 1988   |     |     |     |     |     |     |     |     |     |     |     |     |     |     |     |    |
| 7      | 4   | 8   | 8   | 3   | 3   | DNF | DNF | 6   | 3   | DSQ | 6   | 3   | 9   | 3   | 5   |    |
| 1989   |     |     |     |     |     |     |     |     |     |     |     |     |     |     |     |    |
| DNF    | 4   | 10  | DNF | 6   | 1   | DNF | 10  | DNF | 3   | 4   | 3   | DNF | DNF | 3   | 1   |    |
| 1990   |     |     |     |     |     |     |     |     |     |     |     |     |     |     |     |    |
| 3      | 5   | DNF | 4   | DNF | 5   | DNF | 2   | 6   | 1   | DNF | DNF | DNF | 4   | 5   | 5   |    |
| 1991   |     |     |     |     |     |     |     |     |     |     |     |     |     |     |     |    |
| DNF    | 10  | 7   | 7   | DNF | 8   | 12  | DNF | 9   | 17  | 11  | DNF | 16  | DNF | 9   | DNF |    |
| 1992   |     |     |     |     |     |     |     |     |     |     |     |     |     |     |     |    |
| DNF    | 10  | DNF | DNF | DNF | 12  | 10  | DNF | 10  | 7   | DNF | DNF | DNF | 8   | DNF | 5   |    |
| 1993   |     |     |     |     |     |     |     |     |     |     |     |     |     |     |     |    |
|        |     | DNF | DNF | 11  | DNF | 12  | 11  | DNF | 13  | 9   | DNF |     |     |     |     |    |

| Legende  | Legende            | Legende                                                          |
| Farbe    | Abkürzung          | Bedeutung                                                        |
| -------- | ------------------ | ---------------------------------------------------------------- |
| Gold     | –                  | Sieg                                                             |
| Silber   | –                  | 2. Platz                                                         |
| Bronze   | –                  | 3. Platz                                                         |
| Grün     | –                  | Platzierung in den Punkten                                       |
| Blau     | –                  | Klassifiziert außerhalb der Punkteränge                          |
| Violett  | DNF                | Rennen nicht beendet (did not finish)                            |
| Violett  | NC                 | nicht klassifiziert (not classified)                             |
| Rot      | DNQ                | nicht qualifiziert (did not qualify)                             |
| Rot      | DNPQ               | in Vorqualifikation gescheitert (did not pre-qualify)            |
| Schwarz  | DSQ                | disqualifiziert (disqualified)                                   |
| Weiß     | DNS                | nicht am Start (did not start)                                   |
| Weiß     | WD                 | zurückgezogen (withdrawn)                                        |
| Hellblau | PO                 | nur am Training teilgenommen (practiced only)                    |
| Hellblau | TD                 | Freitags-Testfahrer (test driver)                                |
| ohne     | DNP                | nicht am Training teilgenommen (did not practice)                |
| ohne     | INJ                | verletzt oder krank (injured)                                    |
| ohne     | EX                 | ausgeschlossen (excluded)                                        |
| ohne     | DNA                | nicht erschienen (did not arrive)                                |
| ohne     | C                  | Rennen abgesagt (cancelled)                                      |
| ohne     | keine WM-Teilnahme |                                                                  |
| sonstige | P/fett             | Pole-Position                                                    |
| sonstige | 1/2/3/4/5/6/7/8    | Punktplatzierung im Sprint-/Qualifikationsrennen                 |
| sonstige | SR/kursiv          | Schnellste Rennrunde                                             |
| sonstige | *                  | nicht im Ziel, aufgrund der zurückgelegten Distanz aber gewertet |
| sonstige | ()                 | Streichresultate                                                 |
| sonstige | unterstrichen      | Führender in der Gesamtwertung                                   |

### Le-Mans-Ergebnisse
| Jahr | Team                        | Fahrzeug           | Teamkollege        | Teamkollege        | Platzierung            | Ausfallgrund    |
| ---- | --------------------------- | ------------------ | ------------------ | ------------------ | ---------------------- | --------------- |
| 1981 | WM A.E.R.E.M                | WM P79/80          | Serge Saulnier     | Michel Pignard     | Ausfall                | Unfall          |
| 1983 | Ford Concessionaires France | Rondeau M482       | Henri Pescarolo    |                    | Ausfall                | Motorschaden    |
| 1986 | Brun Motorsport             | Porsche 962C       | Didier Theys       | Alain Ferté        | Ausfall                | Unfall          |
| 1993 | Peugeot Talbot Sport        | Peugeot 905 Evo 1B | Yannick Dalmas     | Teo Fabi           | Rang 2                 |                 |
| 1994 | Joest Racing                | Dauer 962LM GT     | Danny Sullivan     | Hans-Joachim Stuck | Rang 3                 |                 |
| 1995 | Porsche Kremer Racing       | Kremer K8 Spyder   | Christophe Bouchut | Hans-Joachim Stuck | Rang 6                 |                 |
| 1996 | Porsche AG                  | Porsche 911 GT1    | Bob Wollek         | Hans-Joachim Stuck | Rang 2 und Klassensieg |                 |
| 1997 | Porsche AG                  | Porsche 911 GT1    | Bob Wollek         | Hans-Joachim Stuck | Ausfall                | Getriebeschaden |
| 1998 | Toyota Motorsport           | Toyota GT-One      | Ralf Kelleners     | Geoff Lees         | Ausfall                | Getriebeschaden |
| 1999 | Toyota Motorsport           | Toyota GT-One      | Ralf Kelleners     | Allan McNish       | Ausfall                | Unfall          |

### Sebring-Ergebnisse
| Jahr | Team            | Fahrzeug            | Teamkollege | Teamkollege  | Platzierung | Ausfallgrund |
| ---- | --------------- | ------------------- | ----------- | ------------ | ----------- | ------------ |
| 1998 | Champion Motors | Porsche 911 GT1 Evo | Bob Wollek  | Andy Pilgrim | Rang 3      |              |
| 1999 | Champion Racing | Porsche 911 GT1 Evo | Bob Wollek  | Dirk Müller  | Rang 4      |              |

### Einzelergebnisse in der Sportwagen-Weltmeisterschaft
| Saison | Team                                                                | Rennwagen                | 1   | 2   | 3   | 4   | 5   | 6   | 7   | 8   | 9   | 10  | 11  | 12  | 13  | 14  | 15  | 16  | 17  |
| ------ | ------------------------------------------------------------------- | ------------------------ | --- | --- | --- | --- | --- | --- | --- | --- | --- | --- | --- | --- | --- | --- | --- | --- | --- |
| 1979   | Team Willeme                                                        | BMW 530                  | DAY | SEB | MUG | TAL | DIJ | RIV | SIL | NÜR | LEM | PER | DAY | WAT | SPA | BRH | ROA | VAL | ELS |
| 1979   | Team Willeme                                                        | BMW 530                  |     |     |     |     |     |     |     |     |     | DNF |     |     |     |     |     |     |     |
| 1981   | Welter Racing                                                       | WM P79/80                | DAY | SEB | MUG | MON | RIV | SIL | NÜR | LEM | PER | DAY | WAT | SPA | MOS | ROA | BRH |     |     |
| 1981   | Welter Racing                                                       | WM P79/80                |     |     |     |     | DNF |     |     |     |     |     |     |     |     |     |     |     |     |
| 1982   | Jean Rondeau Italya Sport                                           | Rondeau M382             | MON | SIL | NÜR | LEM | SPA | MUG | FUJ | BRH |     |     |     |     |     |     |     |     |     |
| 1982   | Jean Rondeau Italya Sport                                           | Rondeau M382             |     |     |     |     | DNF |     | DNF |     |     |     |     |     |     |     |     |     |     |
| 1983   | Joest Racing Ford France Matsuda Collection John Fitzpatrick Racing | Porsche 956 Rondeau M482 | MON | SIL | NÜR | LEM | SPA | FUJ | KYA |     |     |     |     |     |     |     |     |     |     |
| 1983   | Joest Racing Ford France Matsuda Collection John Fitzpatrick Racing | Porsche 956 Rondeau M482 | 1   | 3   |     | DNF | 9   | 4   | DNF |     |     |     |     |     |     |     |     |     |     |
| 1984   | Bandit Team                                                         | Porsche 956              | MON | SIL | LEM | NÜR | BRH | MOS | SPA | IMO | FUJ | KYA | SAN |     |     |     |     |     |     |
| 1984   | Bandit Team                                                         | Porsche 956              | DNF | 8   |     | 2   | 3   |     | DNF | DNF |     |     | DNF |     |     |     |     |     |     |
| 1985   | Brun Motorsport                                                     | Porsche 962              | MUG | MON | SIL | LEM | HOK | MOS | SPA | BRH | FUJ | SEL |     |     |     |     |     |     |     |
| 1985   | Brun Motorsport                                                     | Porsche 962              | 3   | DNF | 10  |     | DNF |     | DNF |     |     |     |     |     |     |     |     |     |     |
| 1986   | Brun Motorsport                                                     | Porsche 962 Porsche 956  | MON | SIL | LEM | NÜN | BRH | JER | NÜR | SPA | FUJ |     |     |     |     |     |     |     |     |
| 1986   | Brun Motorsport                                                     | Porsche 962 Porsche 956  | 5   | 11  | DNF | 10  | 3   |     | DNF | 1   |     |     |     |     |     |     |     |     |     |